# Yamamoto Hōsui

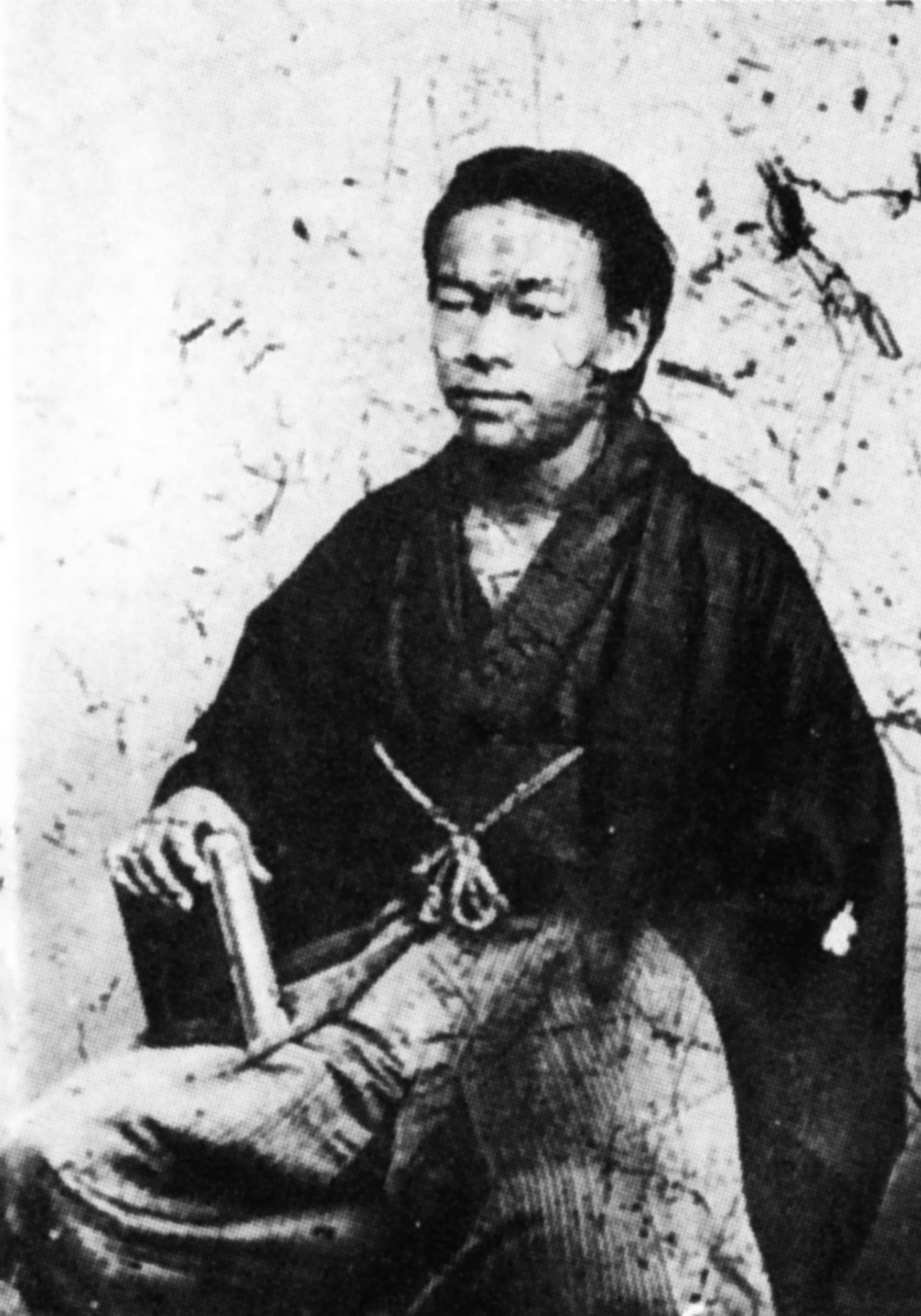
Yamamoto Hōsui, 1870

Yamamoto Hōsui (japanisch 山本 芳翠; 12. August 1850 – 15. November 1906, eigentlicher Vorname: Tamenosuke (為之助), weiterer Künstlername: Seikō (生巧)) gehörte zur ersten Generation japanischer Maler, die in Europa studierten.

## Leben und Werk
Yamamoto wurde als Sohn eines Seidenraupen-Züchters in einem Dorf in der Provinz Mino, heute zur Stadt Ena (Präfektur Gifu) gehörend, geboren. Von früh auf an Malerei interessiert, studierte er zunächst traditionelle Malerei (Nanga) in Kyōto und ging dann nach Yokohama, wo er sich unter Goseda Hōryū (1827–1892) und Charles Wirgman weiterbildete. Daran schloss sich ein Studium an der staatlichen Kunstschule Kōbu bijtsu gakkō (工部武術学校) unter Fontanesi an.
1878 ging Yamamoto nach Paris und studierte unter Gèrome. Nach elf Jahren 1887 zurück, eröffnete er eine eigene Kunstschule Seikōkan (生巧館) und unterrichtete Malerei im Stil der Schule von Barbizon. Zu seinen Schülern gehörte unter anderen Fujishima Takeji. 1889 beteiligte er sich mit Matsuoka Jū, Asai Chū, Koyama Shōtarō (1857–1816), Harada Naojirō u. a. an der Gründung der Künstlervereinigung Meiji bijutsu-kai (明治美術会) und 1896 der Hakuba-kai (白馬会).
Im sino-japanischen Krieg war Yamamoto auf den Kriegsschauplätzen als Künstler unterwegs. Von 1903 bis zu seinem Tode war er auch als Bühnenbildner tätig. Er starb in 1906 in Tokio.

## Bilder

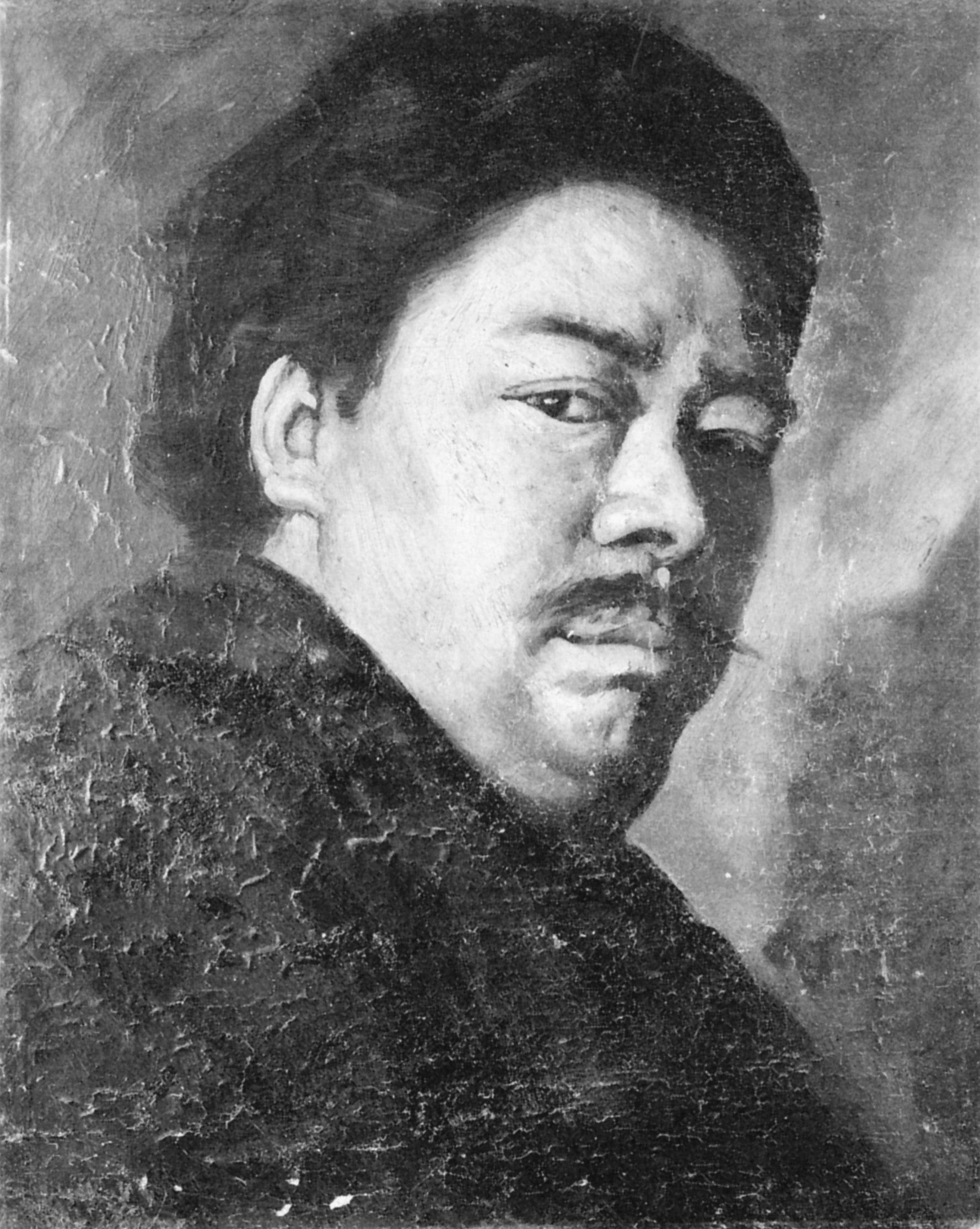
Selbstbildnis
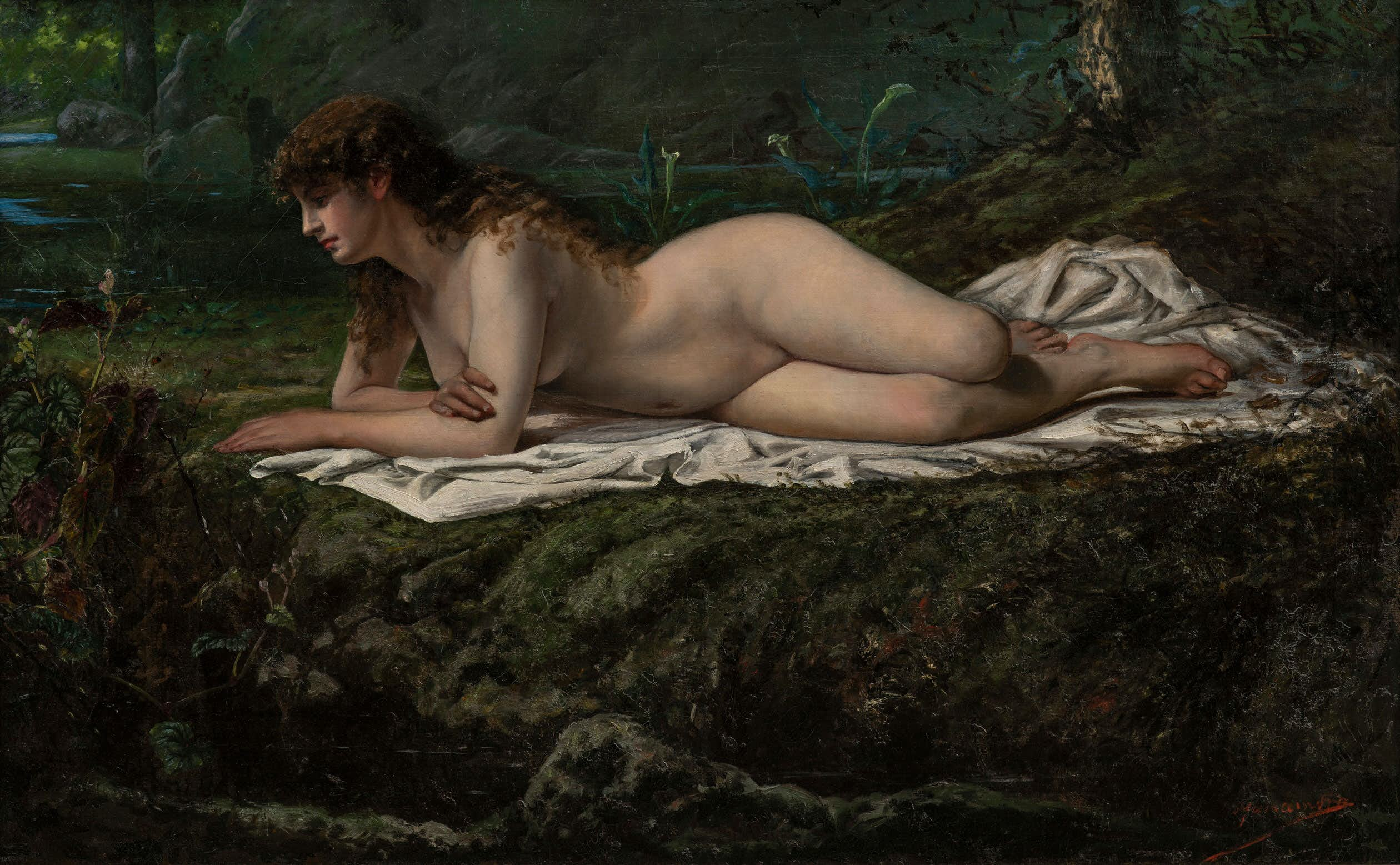
Akt, 1880
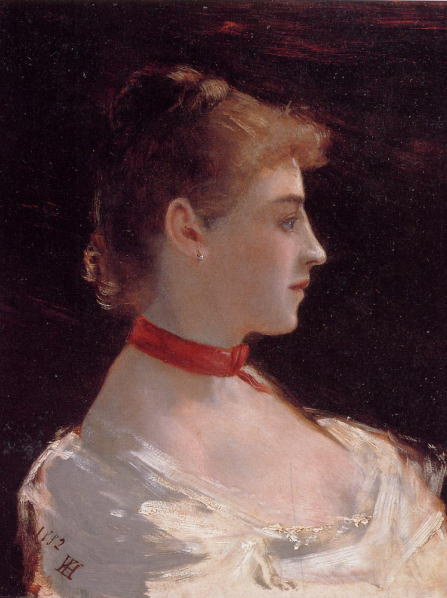
Bildnis Judith Gautier
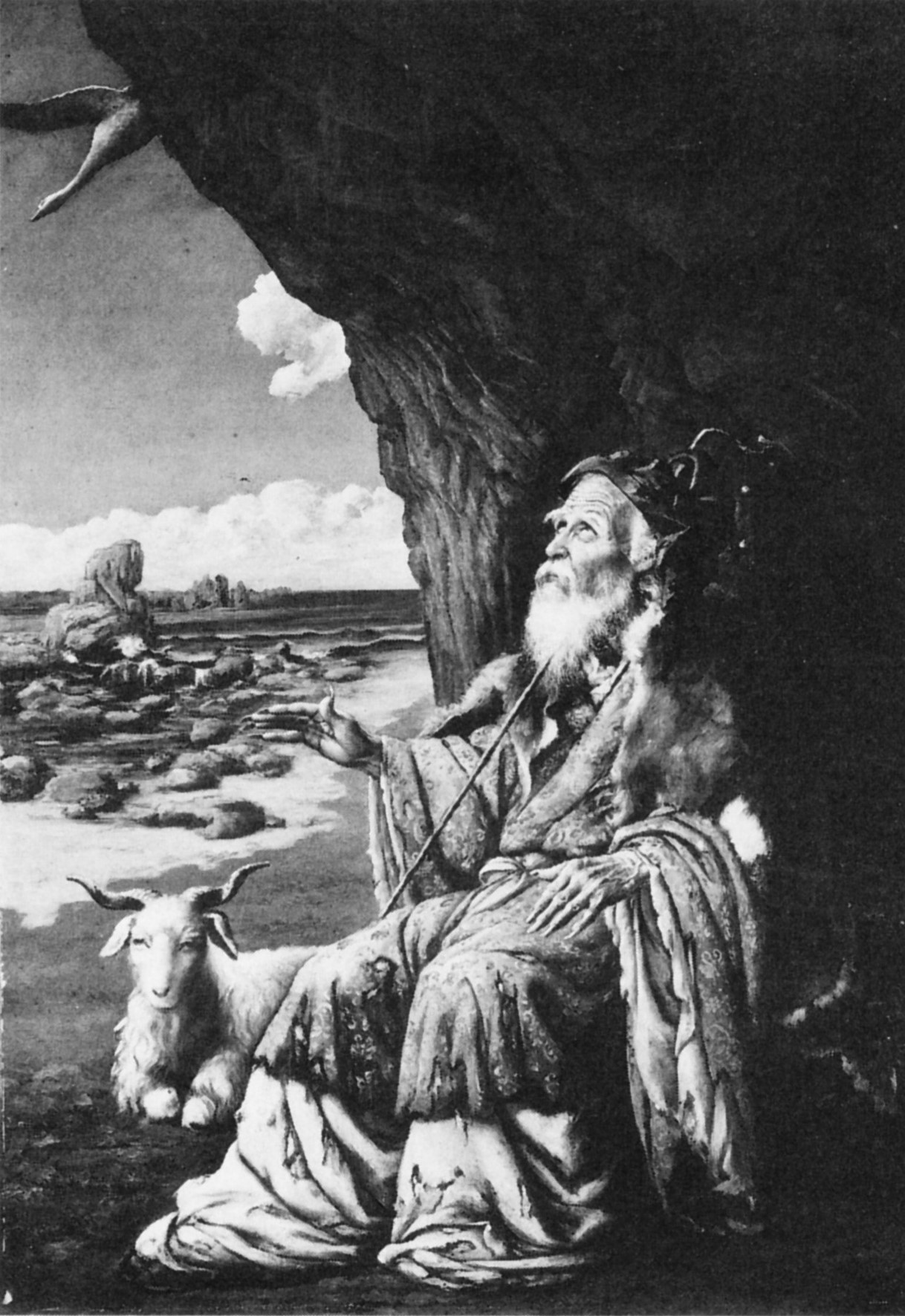
„Schaf“[A 1]
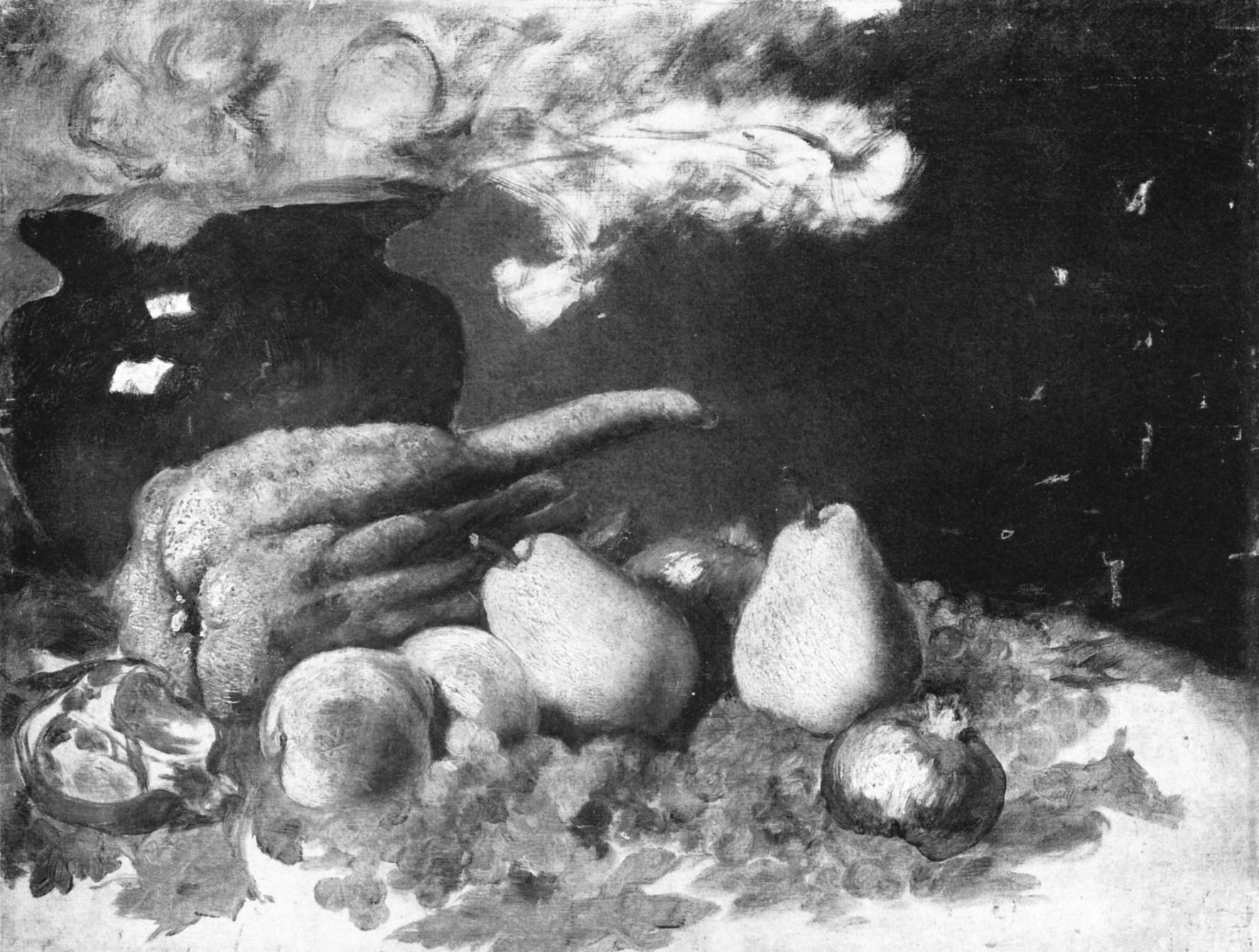
Stillleben
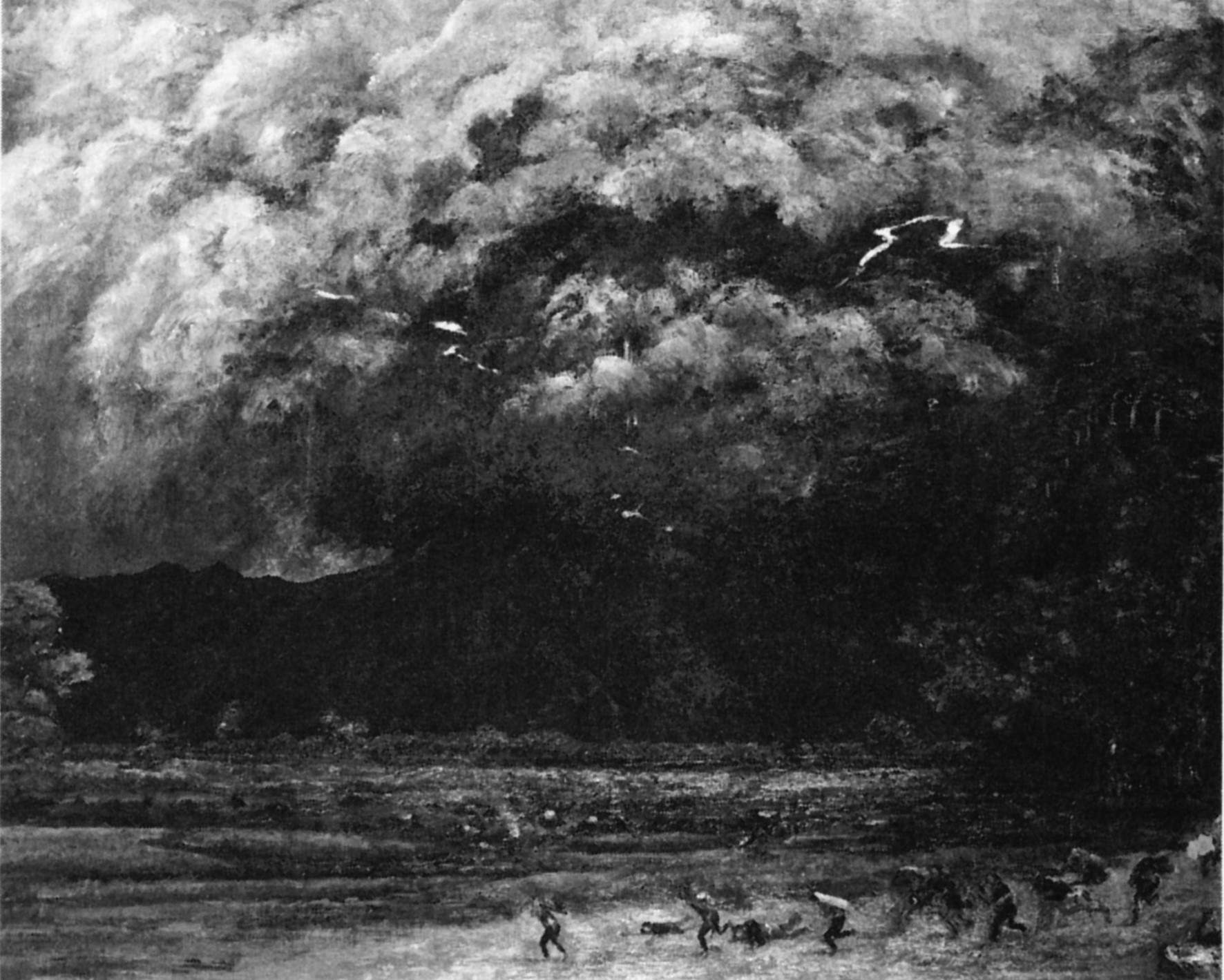
Ausbruch des Bandai 1888
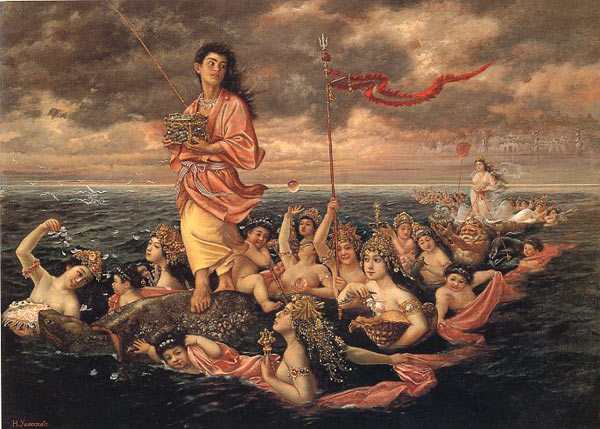
Urashima Tarō[A 2]
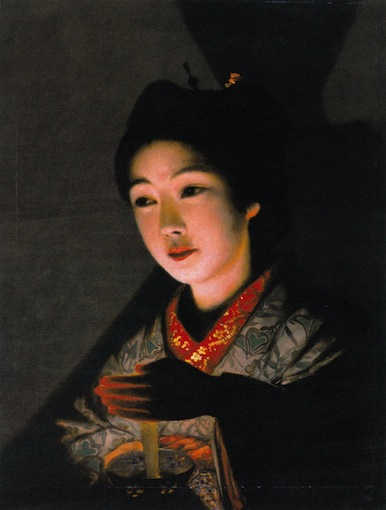
„Junges Mädchen mit Kerze“[A 3]